# Rudolf Hilf
Rudolf Hilf (* 1. März 1923 in Asch, Tschechoslowakei; † 20. April 2011 in Hamburg) war ein deutscher Historiker, Politikwissenschaftler und Vertriebenenpolitiker.

## Leben
Der 1923 geborene Rudolf Hilf diente von 1942 bis 1945 als Soldat in der Luftwaffe. Nach Ende des Krieges wurde seine Familie aus ihrer Heimat vertrieben und ließ sich in Bayern nieder. Er studierte Geschichte an der Universität München, die ihn 1951 mit einer Arbeit über ein politikwissenschaftliches Thema promovierte. Danach arbeitete er bis 1959 als außenpolitischer Referent des ersten Sprechers der Sudetendeutschen Landsmannschaft in Deutschland, Rudolf Lodgman von Auen. Von 1960 bis 1966 war er Privatsekretär des Prinzen Max Egon von Hohenlohe-Langenburg, einem Vertreter des böhmischen Hochadels. Von 1967 bis 1973 war er Geschäftsführer des Landesverbandes Bayern des Bundes der Vertriebenen. Danach war er bis zu seiner Pensionierung 1988 Referent in der Bayerischen Landeszentrale für politische Bildungsarbeit. Seit 1995 war er Mitglied des Sudetendeutschen Rates und des Vorstandes der Landesgruppe Bayern der Sudetendeutschen Landsmannschaft.
Zusammen mit Josef Stingl, dem früheren Präsidenten der Bundesanstalt für Arbeit, sowie den Professoren Felix Ermacora, Theodor Veiter, Otto Kimminich und weiteren Persönlichkeiten gründete er 1977 das Internationale Institut für Nationalitätenrecht und Regionalismus (Intereg). Zudem war er Initiator der bald nach 1990 gegründeten deutsch-tschechischen grenzüberschreitenden Region „Euregio Egrensis“ und Autor zahlreicher Bücher, Studien und Artikel.

## Ehrungen
- Ehrenbürger der Stadt Asch (Aš) (1993)
- Sudetendeutscher Kulturpreis (2006)